# Pict (Schiff, 1973)
Die Pict war ein 1973 gebauter britischer Hecktrawler, den die Royal Navy 1982 im Falklandkrieg als Minensuchboot einsetzte. Anschließend fuhr er unter verschiedenen Namen für mehrere Eigner wieder in der Fischerei und wurde 2005 abgewrackt.

## Geschichte
Das Schiff wurde vom Fischereiunternehmen British United Trawlers aus Kingston upon Hull als zweites der beiden Trawler der Dane-Klasse beauftragt und auf der Werft Brooke Marine in Lowestoft unter der Baunummer 385 auf Kiel gelegt. Beim Stapellauf am 22. November 1972 erhielt es den Namen Pict. Im Juli des Folgejahres erfolgte die endgültige Fertigstellung und Ablieferung an die Reederei.
Nach Ablieferung ließ British United Trawlers die Pict in Hull registrieren. Dem Trawler wurde das Fischereikennzeichen H 150 zugewiesen. Das Unternehmen war am 1. Juli 1969 gegründet worden, als Associated Fisheries mit der Ross Group fusionierten. Das neue Unternehmen übernahm eine Flotte von über 120 Trawlern, darunter 13 große Gefriertrawler. Zu Beginn der ersten vollständigen Fangsaison fischte die Pict im Februar 1974 in der Barentssee. Einen Tag nachdem die ebenfalls britische Gaul zunächst vermisst und gesunken war, wurde auch die Pict durch den Sturm beschädigt.

### Minensucher im Falklandkrieg

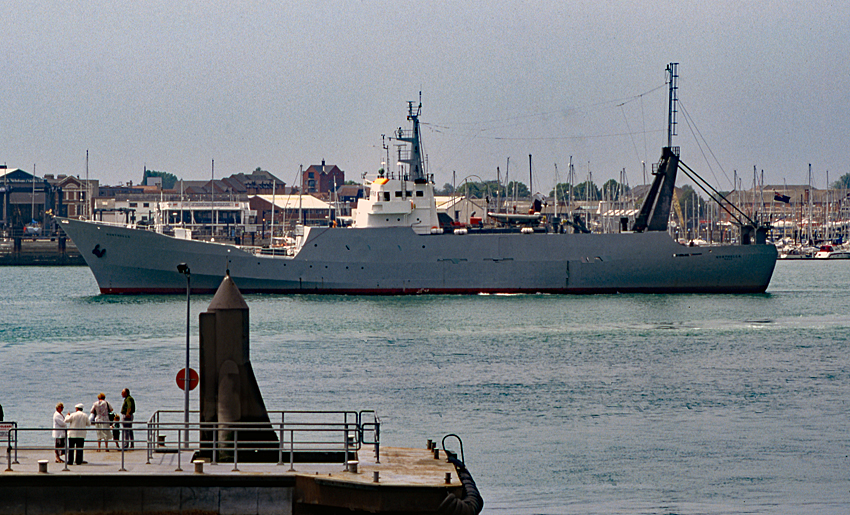
Die Northella im Jahr 1996 in Portsmouth

Nach Beginn des Falklandkrieges requirierte das Verteidigungsministerium des Vereinigten Königreichs die Pict zusammen mit den zu J. Marr gehörenden Trawlern Cordella Farnella, Junella und Northella aus Hull, um sie als Minensucher einzusetzen. Bei der Auswahl auf die Trawler griff die Marine auf Pläne aus dem Kalten Krieg zurück, da die Minensuchboote der Town-Klasse nicht die Reichweite sowie Seefestigkeit für Operationen im Südatlantik aufwiesen und die neuen Minensuchboote der Hunt-Klasse noch nicht einsatzbereit waren.
Dazu fasste die Navy die fünf unterschiedlichen Schiffe zur Cordella-Klasse zusammen, die zusammen die eigens für den Einsatz aufgestellte „11th Mine Countermeasures Squadron“ bildeten. Ursprünglich sollte die Pict nur als Versorgungsschiff dienen. Um jedoch die Materialverluste im Falle des Ausfalls von Schiffen zu minimieren, wurden die Versorgungsgüter gleichmäßig auf alle fünf Trawler verteilt, sodass auch die Pict als Minensuchboot eingesetzt werden konnte. Dazu erhielt sie in Rosyth Kommunikationsgeräte für den Marinegebrauch, Minengeschirr aus dem Zweiten Weltkrieg und eine Bewaffnung von einem oder zwei 20-mm-Oerlikon-Geschützen. Die Pict wurde erst einen Tag nach den anderen Booten als HMS Pict wieder in Dienst gestellt und mit Mannschaften des Town-Klasse Minensuchers HMS Bidleston besetzt. Am 28. April verließ sie Portland und holte die anderen Boote zwei Tage später 240 Kilometer westlich der portugiesischen Küste ein.
Der Verband lief über Ascension nach Südgeorgien, die er am 28. Mai erreichte. Auch die großen Truppentransporter Queen Elizabeth 2, Canberra und Norland wurden nach Südgeorgien geleitet, wo sie außerhalb der Reichweite der argentinischen Luftwaffe entladen wurden. Den Transfer von Truppen, Munition und Material von der QE2 zur Canberra und Norland übernahmen die Boote des „11th Mine Countermeasures Squadron“, ebenso weitere Materialtransporte. In der Nacht des 10. Juni suchte die Pict zusammen mit der Cordella die Einfahrt zum Berkeley Sound nach Minen ab, fand jedoch keine. In den Nächten des 12. bis 14. Juni war die Pict eines der Boote, die verdeckte Operationen zur Versorgung von SAS- und SBS-Teams an der Küste der Falklands durchführte.
Nach der Kapitulation der argentinischen Truppen räumten die Trawler des Verbandes ab 21. Juni die argentinischen Minenfelder vor Port Stanley. Die Pict entfernte vier der gefundenen Seeminen.

### Fischtrawler unter wechselnden Besitzern
Nach der Rückkehr aus dem Südatlantik im November 1982 setzte British United Trawlers die Pict wieder im Fischfang ein. Als 1983 keine Fangquoten für Weißfische erteilt wurden, rüstete die Reederei das Schiff für den Fang von Shrimps um und setzte sie vor Spitzbergen ein. 1985 war die Pict der letzte Gefriertrawler aus Hull, der noch im Fischfang eingesetzt wurde. Im Juli 1985 wurde sie Trinity House übergeben, die sie als guard ship nutzte. 1986 wurde die Pict verkauft und ging an die International Fishing Investments auf den Kanalinseln, die sie ab 1987 ohne Namensänderung vor den Falklands einsetzt.
Über die weitere Geschichte des Schiffes liegen nur in Einzelinformationen vor: 1994 ist der Trawler unter dem Namen Pilgrim registriert, im Folgejahr noch einmal unter dem ursprünglichen Namen Pict, bevor es noch 1995 den Namen Benguela erhielt. Zuletzt wurde das in Friendship umgetaufte Schiff von der Epata Fishing aus Namibia eingesetzt und wurde ab 11. März 2005 in Alang abgewrackt.

## Technische Daten
Ihre Länge betrug 70,2 Meter und war 12,9 Meter breit. Ihre Tonnage betrug 1478 BRT bzw. 495 NRT. Der Antrieb bestand aus einem Mirrlees Blackstone-Dieselmotor vom Typ KMR7 Major aus Stockport, der 3246 bhp erzielte und auf eine Schraube wirkte. Er ermöglichte eine Geschwindigkeit von 13,5 Knoten. Die Mannschaft bestand aus 35 Mann, in der Royal Navy aus 47 Mann. Zum Einsatz im Falklandkrieg wurde sie mit ein bis zwei 20-mm-Oerlikon-Kanonen und Handfeuerwaffen ausgestattet.